# Lianna Grethel
Lianna Grethel (Hartford, Connecticut, 13 de junio de 1971) es una actriz, modelo y presentadora colombiana nacida en Hartford, Estados Unidos.

## Carrera
Grethel inició su carrera como modelo en 1991 en la ciudad de Cali. En 1992 se trasladó a Bogotá con el fin de ampliar sus horizontes profesionales. Su primera experiencia en televisión llegó de la mano de Caracol Televisión en la telenovela La mujer doble. Acto seguido se le pudo ver en las series Clavo y canela y La potra zaina, interpretando en esta última el papel de Helena Castaño y logrando reconocimiento en su país. Su siguiente participación en la televisión colombiana ocurrió en la telenovela María Bonita en 1995, año en el que además integró el elenco de la serie Mascarada. Un año después apareció en el largometraje de Sergio Cabrera Ilona llega con la lluvia y su participación en los medios colombianos se hizo escasa.
En 1997 se trasladó a los Estados Unidos para continuar con su carrera. En el país norteamericano ha registrado apariciones en programas de televisión como CSI Miami, Alarma TV, Noticias 62 en Vivo y Deal or No Deal.

## Filmografía destacada

### Cine
- 1996 - Ilona llega con la lluvia

### Televisión
- 1992 - La mujer doble
- 1993 - Clavo y canela
- 1993 - La potra Zaina
- 1995 - María Bonita
- 1995 - Mascarada
- 1998-1999 - Sábado gigante
- 2001-2003 - Control
- 2000 - Minutos de prosperidad
- 2006 - CSI: Miami
- 2007 - Deal or No Deal
- 2007 - Alarma TV
- 2009-2011 - Noticias 62 en Vivo
- 2013 - Noches con Platanito